# Zamora (Miranda)
Zamora is een gemeente in de Venezolaanse staat Miranda. De gemeente telt 210.000 inwoners. De hoofdplaats is Guatire.